# 킬딘 사미어
킬딘 사미어(킬딘 사미어: Кӣллт са̄мь кӣлл 킬트 삼 킬)는 러시아 북서 콜라반도 지역에서 사용하는 사미어 중 하나이다. 사용 인구는 약 340명이다.